# Najas foveolata
Najas foveolata là một loài thực vật có hoa trong họ Hydrocharitaceae. Loài này được A. Br. ex Magnus mô tả khoa học đầu tiên năm 1870.